# スピードアップ
スピードアップ (Speed Up) は、イタリアのオートバイレーシングチーム、コンストラクター。2010年に設立され、ヴィチェンツァを拠点とする。2012年にはスピードアップ・ファクトリーの名で独自のシャシーの製造を始めた。2021年よりシャシーの名称をボスコスクーロ (Boscoscuro) にリブランドした。

## 歴史
チームは2010年に元グランプリライダーのルカ・ボスコスクーロが設立、新設されたMoto2クラスに参入した。参戦初年度はFTRモト製の「M210」フレームを元に開発した「S10」を用い、ライダーにアンドレア・イアンノーネとガボール・タルマクシを起用して3勝を挙げた。2011年にはFTR製の「M211」を用い、ポル・エスパルガロ とバレンティン・デビーズを起用して参戦した。

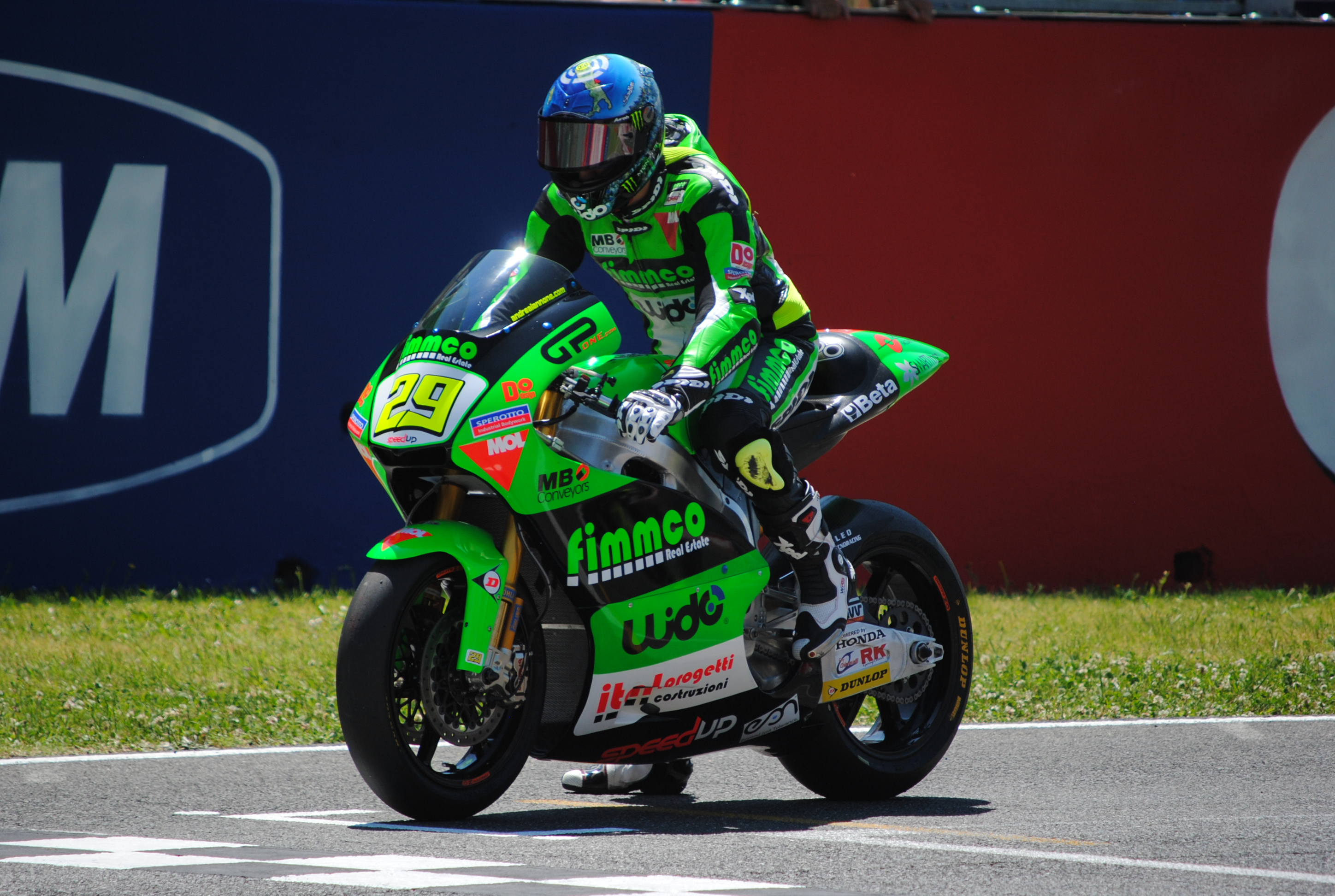
スピードアップ・S10に乗るアンドレア・イアンノーネ。

2012年、チームは自身のシャシー「S12」の製造を始め、アンドレア・イアンノーネのスピードマスター・チームと提携、イアンノーネとマイク・ディ・メッリオにシャシーを供給した。イアンノーネはシーズン2勝を挙げる。このシーズン中にQMMFレーシングチームはモリワキ製シャシーからスピードアップのシャシーにチェンジしている。
2013年は新型シャシーの「SF13」がデビューした。フォワード・レーシング、AGR、QMMFレーシングチームの3チームに供給され、最高位はシモーネ・コルシのドイツGPにおける2位であった。
2014年は新型の「SF14」を投入する。サム・ロウズを擁した自身のチームと、QMMFレーシングチームの2チームが使用し、アンソニー・ウエストがダッチTTで優勝している。

## GP戦績
| 年     | クラス | チーム名           | 車両                 | ライダー                         | 出走数  | 勝利数 | 表彰台数 | PP | FL | ポイント | 順位 |
| ------ | ------ | ------------------ | -------------------- | -------------------------------- | ------- | ------ | -------- | -- | -- | -------- | ---- |
| 2010年 | Moto2  | Fimmco Speed Up    | スピードアップ・S10  | ガボール・タルマクシ             | 17      | 0      | 1        | 1  | 0  | 109      | 6位  |
| 2010年 | Moto2  | Fimmco Speed Up    | スピードアップ・S10  | アンドレア・イアンノーネ         | 17      | 3      | 8        | 5  | 6  | 199      | 3位  |
| 2011年 | Moto2  | HP Tuenti Speed Up | FTRモト・M211        | ポル・エスパルガロ               | 17      | 0      | 2        | 0  | 1  | 75       | 13位 |
| 2011年 | Moto2  | Speed Up           | FTRモト・M211        | バレンティン・デビーズ           | 17      | 0      | 0        | 0  | 0  | 0        | NC   |
| 2012年 | Moto2  | S/Master Speed Up  | スピードアップ・S12  | マイク・ディ・メッリオ           | 7 (16)  | 0      | 0        | 0  | 0  | 10 (17)  | 22位 |
| 2012年 | Moto2  | S/Master Speed Up  | スピードアップ・S12  | アレッサンドロ・アンドレオッツィ | 10 (11) | 0      | 0        | 0  | 0  | 0        | NC   |
| 2014年 | Moto2  | Speed Up           | スピードアップ・SF14 | サム・ロウズ                     | 18      | 0      | 0        | 0  | 0  | 69       | 13位 |
| 2015年 | Moto2  | Speed Up Racing    | スピードアップ・SF15 | サム・ロウズ                     | 18      | 1      | 5        | 3  | 1  | 186      | 4位  |
| 2023年 | Moto2  | CAG SpeedUp Racing | ボスコクーロ・B-23   | アロンソ・ロペス                 | 18      | 0      | 4        | 2  | 1  | 127*     | 7位* |
| 2023年 | Moto2  | CAG SpeedUp Racing | ボスコクーロ・B-23   | フェルミン・アルデゲル           | 18      | 3      | 5        | 3  | 2  | 127*     | 4位* |

- * 現在進行中。

## 注
1. 1 2 3  数字はチームでの獲得ポイント。括弧内の数字はシーズンに獲得した総ポイント。

## 参照
1. ↑  “FTR and Speed Up continue for 2011”. Crash.net. (2011年1月27日) 2014年9月29日閲覧。
2. ↑  Emmi, Ernesto (2012年2月29日). “SpeedMaster e SpeedUp con Iannone [SpeedMaster and SpeedUp with Iannone]” (Italian). GpOne.com (Buffer Overflow srl) 2015年3月27日閲覧。